# Amoriti
Amoriti (sumersko Mar-tu, akadsko Tidnum ali Amurrūm, egipčansko Amar, hebrejsko אמורי [ʼĔmōrī]) so starodavni semitski narod, ki je v drugi polovici 3. tisočletja pr. n. št. naseljeval področja severnega Levanta in Mezopotamije (današnja Sirija in Irak). Živeli so kot nomadi, prezirani od staroselcev Babilonije zaradi načina življenja in bojevitega značaja. Nekateri od njih so mirno prodirali v Mezopotamijo tako, da so prevzemali manj vredna dela, drugi pa so prodirali nasilno. 
Postopno so prevzeli babilonsko kulturo, jezik in običaje, kasnejši kralji amoritskih dinastij so celo nosili akadska imena (npr. Hamurabi). 
Tekom 2. tisočletja pr. n. št. so Amoriti pokleknili pod napadi Hetitov in Kasitov.

## Poreklo
Prvi sumerski viri iz okoli 2400 let pr. n. št. omenjajo deželo Amoritov ("dežela Mar.tu"), ki ni povezana z Mezopotamijo temveč z deželami zahodno od Evfrata, vključno s Kanaanom in Sirijo. Pojavljajo se kot nomadi v mezopotamskih virih, še posebej povezani z goratim območjem Jebel Bishri v Siriji, ki jo imenujejo "gora Amoritov". Etnični termin Amurru in Amar je bil uporabljen za njih v času Akadcev in v starodavnem Egiptu oziroma od 21. stoletja pr. n.  št., posebej v času velike suše, ko so obsežne migracije Amoritskih plemen preplavile južno Mezopotamijo. Bili so eden od vzrokov propada sumerske  tretje dinastije iz Ura. Amoritske dinastije so ustanovile samostojne mestne državice, prihodnja središča oblasti, zlasti Isin, Larsa in  Kiš, in pod Hamurabijem zmagovale nad Babilonom.
Znani Amoriti so napisani v akadskem jeziku na tablicah na Marija iz obdobja 1800-1750 pr. n. št. Ker je jezik severozahodno semitske oblike in konstrukcije, je amoritski jezik predvidoma severozahodno semitski dialekt, v nasprotju z vzhodno semitskim akadskim jezikom. Glavni viri za izredno omejeno poznavanje Amoritov so lastna imena, ki so ohranjena v teh besedilih.
Po svetih hebrejskih spisih, se Amalek razlikuje od Amoritov: »Amaleki so prebivali v deželah na jugu: in Hetiti, Jebusiti in Amoriti so živeli v gorah: in Kanaanci ob morju in ob obali Jordanije.« (1769 Oxford King James Bible "Authorized Version", Števila 13:29).

## Iz napisov in plošč
V prvih sumerskih besedilih so bile vse zahodne dežele izven Evfrata, vključno s Sirijo in Kanaanom, znane kot "dežela MAR.TU (Amoriti)". Ta izraz se pojavi v Enmerkar in gospodar Aratta, ki ga opisuje v času Enmerkarja kot eno od regij, kjer živio ljudje, ki govorijo drug jezik. Drugo besedilo, znano kot Lugalbanda in ptica Anzud opisuje, kako v času petdesetletne vladavine Enmerkarja, ljudje Martuja naseljujejo Sumerijo in Akad, ki zahtevajo gradnjo zidu za zaščito Uruka.
Obstajajo tudi redke omembe na ploščah iz Ebla iz leta 2500 pred našim štetjem, o uničenju mesta okoli 2250 pr. n. št. z vidika Ebla, so bili Amoriti podeželska skupina, ki je živela v ozkem porečju srednjega in zgornjega Evfrata.  V času Akadskega kraljestva v centralni Mezopotamiji, je bila Mar.tu ena od "štirih strani neba" kraljestva, skupaj z Subartu /Asirijo, Sumerijo in Elamom. Akadski kralj Naram-Sin beleži uspešne akcije proti njim v severni Siriji okoli 2240 pred našim štetjem in njegov naslednik Šar-Kali-Šari tudi.
V času zadnjih dni imperija sumerske tretje dinastije iz Ura, so priseljeni Amoriti postali takšna sila, da so bili kralji, kot Shu-Sin dolžni zgraditi  270 km dolg zid vzdolž Tigrisa in Evfrata, da bi jim preprečili dostop.  Amoritom, kot nomadskim plemeno so vladali strogi plemenskih poglavarji, ki so se priseljevali v deželo zaradi potreb po paši svojih čred. Nekateri akadski zapisi iz tega obdobja govorijo zaničljivo o Amoritih, kar pomeni, da so Akadci in Sumerci gledali nomadski način življenja z gnusom in prezirom, na primer:
"MAR.TU , ki vedo, ne zrno ... MAR.TU , ki ne poznajo hišo niti mesto, kmetavzarji z gora ... MAR.TU kdo koplje gomoljike ... ki ne upogibajo kolena (obdelovati zemljo), ki jejo surovo meso, ki nima hiše v času svojega življenja, ki se ne pokoplje po smrti ..." 
"Pripravili so pšenica in gu - nunuz (zrnje) kot sladkarije, vendar ga bo Amorit jedel, ne da bi sploh vedel, kaj vsebuje !" 
Kot je centralizirana struktura imperija sumerske tretje dinastije iz Ura počasi propadala, so sestavne regije začele uveljavljati svojo nekdanjo neodvisnost, in kraji, kjer so prebivali Amoriti niso bili nobena izjema. Drugod so vojske Elama napadale in slabile imperij. Nekateri Amoriti so agresivno izkoristili propadajoči imperij in prevzeli oblast v številnih mestih, še posebej v času vladavine zadnjega kralja iz dinastije Ura Ibbi-Sina. Voditelji z imeni Amoritov so prevzeli oblast v različnih mestih, tudi Isin in Larsa. Babilon, do tedaj politično in vojaško nepomembno mesto je postal samostojna mestna država pod Sumuabum leta 1894 pred našim štetjem, kasneje imperija pod Amoriti. Elamiti končno opustijo Ur okoli  2004 pred našim štetjem. Čez nekaj časa so bili najmočnejši vladarji v Mezopotamiji (neposredno pred vzpon Hamurabija) Šamši-Adad I. in Išme-Dagan asirski, ki se štejejo za Amorite, čeprav Šamšhi-Adad I. trdi, da izhaja od Akadskega kralja iz Asirije Ušpia.
Obstaja širok spekter mnenj glede domovine Amoritov. Ena skrajnost je stališče, da kur mar.tu/māt amurrim zajema celotno območje med Evfratom in Sredozemljem, tudi Arabijo. Druga skrajnost je stališče, da je "domovina" Amoritov omejena na območje v Siriji (Jebel Bishri). Manjšina trdi, da se z Arabijo misli na splošno kot na območje, od koder so Amoriti nekoč prišli. Druga se nanaša na omejeno območje (neznano) v Arabiji, gorskem predelu Martu. Vendar pa, kot je Amoritski jezik severno zahodno semitski jezik, je verjetno, da izvirajo od tam, kar je zdaj moderna Sirija.

### Vpliv na Mezopotamijo
Vzpon Amoritskega kraljestva v Mezopotamiji je prinesel globoke in trajne posledice v politični, družbeni in gospodarski strukturi, zlasti v južni Mezopotamiji.
Nesoglasje v kraljestvu zamenjajo Sumersko - Akadske mestne države v južni Mezopotamiji. Ljudje, zemljišča in živali prenehajo fizično pripadati bogovom ali templjem in kralju. Novi monarhi dajo ali izpustijo za nedoločen čas številne kraljeve parcele ali duhovniška zemljišča, svobodni prebivalci več mest so prosti davkov in prisilnega dela in se zdi, da je to spodbudilo novo družbo. Pojavlja se družba velikih kmetov, svobodnih državljanov in podjetnih trgovcev, ki naj bi trajala skozi stoletja. Duhovnik je prevzel službo bogov in skrbel za dobrobit svojih podložnikov, gospodarsko življenje v državi ni več samo (ali skoraj izključno) v njihovih rokah.
Na splošno je Mezopotamska civilizacija preživela prihod Amoritov, saj je avtohtona sumersko - akadska civilizacija preživela prevlado v nemirnem obdobju, kar je bil vzpon tretje dinastije Ura. Verskih, etičnih in umetniških smeri, katere je imela Mezopotamija od nekdaj razvite, niso bistveno vplivale na hegemonijo Amoritov. Še naprej so častili sumerske bogove in starejše sumerske mite in epske zgodbe so pobožno kopirali, prevedli ali prilagodili, običajno le z nekaj manjšimi spremembami. Umetniške produkcije je malo, glede na prejšnjo dobo Ura III.
Doba kraljestva Amoritov okoli 2000-1595 pred našim štetjem, je v mezopotamski zgodovini včasih znana kot Amoritska doba. Glavne Amoritske dinastije so nastale v Mariju, Yamkhad, Qatna, Asiriji (Šamši-Adad I.), Isin, Larsa in tudi Babilon, ki je bil ustanovljen kot neodvisna država z amoritskim imenom Sumuabum leta 1894 pred našim štetjem. To obdobje se je končalo v severni Mezopotamiji s porazom in izgonom Amoritov in prevlado Babiloncev od asirskega kralja Adasija okoli leta 1730 pred našim štetjem in na jugu s plenjenjem Hetitov (okoli 1595 pred našim štetjem), kar je prineslo nove etnične skupine - predvsem Kasite - v južni Mezopotamiji. Od 15. stoletja pred našim štetjem naprej, se izraz Amurru običajno uporablja za območje, ki se je raztezalo severno od Kanaana, prav do Kadesa ob reki Orontes.
Po njihovem izgonu iz Mezopotamije, so sirski Amoriti prišli pod nadvlado prvega Hetitskega cesarstva in od 14. stoletja pred našim štetjem pod Srednje asirski imperij. Zdi se, da je bilo razseljen ali vključen nov val napol nomadskih Semitov, Aramejcev od okoli leta 1200 pred našim štetjem naprej. Ob koncu tega obdobja regijo naseljujejo ljudstva znana kot Aramejci.

## Svetopisemski Amoriti
Izraz Amoriti, ki se uporablja v Svetem pismu, se sklicuje na nekatera visokogorska ljudi, ki so živeli v deželi Kanaan, opisano v Genezi 10:16, kot potomci Kanaancev, sina iz Hama. Oni so opisani kot vplivni ljudje visoke postave, kot so visoke cedre, (Amos 2:9), ki so zasedli ozemlje vzhodno in zahodno od reke Jordan. Višina in moč omenjena v Amos 2:9 je pripeljala nekaj krščanskih učenjakov, vključno Orville J. Nave, ki je napisal Nave's Topical Bible, da se sklicuje na Amorite kot "velikane".
Amoristki kralj Og je bil opisan kot zadnji preostanek v Rephaimu (Deut. 3:11). Izraze Amoriti in Kanaanci se zdi, da je treba uporabiti bolj ali manj kot sopomenke, Kanaan je bolj splošno in Amoriti bolj posebna komponenta med Kanaanci, ki živijo na tem območju.
Svetopisemski Amoriti da so sprva zasedli območje, ki se razteza od visokega zahoda Mrtvega morja (Gen 14:7 ) do Hebrona (13:8; Deut 3:8 , 4:46-48), ki zajema "vse Gilead in vse Bashan" (Deut. 3:10), z dolino Jordana vzhodno od reke (4:49), dežela "dveh kraljev Amoritov, "Sihona in Ogu (Deut. 31:4; Josh 2:10; 9:10). Oba Sihon in Og sta bila neodvisna kralja. Amoriti so bili povezani z regijo Jeruzalem in Jebusejci bi lahko bili podskupina njih. Južna pobočja gore Judeje so imenovali "gora Amoritov" (Deut. 1:7, 19, 20).
Pet kraljev Amoritov je Joshua prvič premagal z velikim pokolom (10:10). Potem je bilo več amoritskih kraljev poraženo na vodah Merom (Josh 11:8). Treba je omeniti, da je bil v dneh Samuela mir med njimi in Izraelci (1 Sam. 7:14). Gibeonci (veja Amoritov) so trdili, da so njihovi potomci sklenili zavezo s Hebrejci, ko bi Savel prekinil zaobljubo in ubil nekaj Gibeoncev, je Bog poslal lakoto v Izrael.